# 東谷奥村
東谷奥村（ひがしたにおくむら）は、石川県江沼郡に存在した村。
動橋川（いぶりばし川）の谷を江沼郡の中では「東の谷」として、その奥（上流部）に位置するという意味の村名である。なお、当村の北隣、動橋川の谷の入口に当たる方には東谷口村があった。「西の谷」には西谷村があった。

## 地理
- 現在の加賀市の南部、かつての山中町においては東部にあたる。400m - 1300m級の山々に囲まれた谷あいの村。
- 山：大日山 (1368m)、小大日山 (1198m)、鞍掛山 (478m)、坂ノ下峠、大杉峠
- 川：動橋川、四十九院川、杉ノ水川

## 歴史
- 1889年（明治22年）4月1日 - 町村制の施行により、江沼郡荒谷（あらたに）村、市谷（いちのたに）村、今立（いまだち）村、大土（おおづち）村、上新保（かみにんぼ）村、西住（さいじゅう）村、四十九院（じじゅくいん）村、杉水（すぎのみず）村、菅生谷（すごうだに）村、滝（たき）村及び中津原（なかつはら）村の区域をもって、江沼郡東谷奥村が発足する。
- 1896年（明治29年） - 大洪水の被害を受けた上新保の全住民が北海道へ移住。
- 1954年（昭和29年） - 西住の全住民が転出、当地は無住地になる。西行の弟子とされた西住の墓があり、それに因む地名とされる。
- 1955年（昭和30年）4月1日 - 江沼郡山中町、河南村、西谷村及び東谷奥村が合併して、改めて江沼郡山中町が発足する。

## その他
- 上新保の歴史 - ナニコレ珍百景2023年1月22日放送[1]、石川県加賀市の県民の森自然公園にある小振りのやっと持ち上げられる程度の重さと大きさの2,3個の石にそれぞれ人の顔が彫られている。彫られた顔を不思議に思った視聴者の投稿を取り上げ調査し、郷土史研究家や県民の森地域振興会[2]に尋ねると苦難の歴史を生きた上新保の人たちが居住していた証と判明した。福井の山伏だった祖先が農民たちの一向一揆から逃れ住み着いたが、新たな村落が増え、食い扶持が減ると元々の村落から焼き討ちにあった。さらに大聖寺川の上流山奥に逃げ住み着くが大水害にあい再起不能となった。当時の明治政府が開拓使の歴史とされる移住の募集を知り北海道へ渡った。移住に旅立つ時その村に自分たちが生きた証を残すため、石に自分たちの顔を彫ったとされる[3]。放送前にテレビ局スタッフが北海道千歳市で取材し、その村から北海道に渡った移住した人の子孫に会うことができ、古い写真も見せられ、また近年移転したが、移転前の家の入口付近に因縁は不明だったが石に顔を彫ったものがあったと思い出を語った[4][5]。